# Andrea Bellandi
Andrea Bellandi (Florença, 22 de outubro de 1960) é um arcebispo católico italiano, de 4 de maio de 2019 arcebispo metropolitano de Salerno-Campagna-Acerno.

## Biografia
Nasceu em Florença, capital da província e sede arquiepiscopal, em 22 de outubro de 1960.

### Formação e ministério sacerdotal
Ele freqüentou o seminário arquiepiscopal de Florença e o seminário pontifício Lombard em Roma.
Em 4 de abril de 1985, ele foi ordenado sacerdote pelo arcebispo Silvano Piovanelli.
Desde 1987, ele é professor de teologia fundamental no Estudo Teológico Florentino (mais tarde na Faculdade Teológica da Itália Central); desde 1990, ele é assistente espiritual dos jovens universitários e, até 1997, capelão das freiras e empregadas domésticas da Santíssima Trindade, em Villa La Quiete.
Em 1993, formou-se em teologia na Pontifícia Universidade Gregoriana com uma tese sobre os trabalhos de Joseph Ratzinger.
Em 1996, foi nomeado pároco da paróquia de San Giovannino dei Cavalieri, em Florença. De 2003 a 2009, ele ocupou o cargo de reitor da faculdade de teologia da Itália central. Por algum tempo, ele também é gerente regional e membro do conselho nacional de Comunhão e Libertação. 
Em 2010, tornou-se cânone da catedral de Santa Maria del Fiore e delegado do arcebispado para a formação do clero. Em 2014, foi nomeado vigário geral da arquidiocese florentina  e reitor da igreja de San Giovannino dei Cavalieri. Desde 2015, ele também é vice-presidente da Escola Florentina de Educação, Diálogo Internacional e Intercultural.
No momento da nomeação episcopal, ele cobre os papéis de membro do conselho presbiteral, do conselho pastoral diocesano e do conselho diocesano de comunicação social.

### Ministério episcopal
Em 4 de maio de 2019, o Papa Francisco o nomeou arcebispo metropolitano de Salerno-Campagna-Acerno ; sucede a Luigi Moretti, que renunciou por motivos de saúde. Em 6 de julho seguinte, ele recebeu ordenação episcopal, na Catedral de Salerno, do cardeal Giuseppe Betori, arcebispo de Florença, co-consagradores do cardeal Crescenzio Sepe, arcebispo de Nápoles e Filippo Santoro, arcebispo de Taranto Os cardeais Renato Raffaele Martino, Salerno e Cardeal protodiacono e Gualtiero Bassetti arcebispo metropolitano da Arquidiocese de Perugia-Città della Pieve e presidente da Conferência Episcopal Italiana.. Ele é o primeiro arcebispo de Salerno da primeira nomeação .
Em 21 de setembro de 2019, o núncio apostólico na Itália Emil Paul Tscherrig impôs o palium, recebido em 29 de junho pelas mãos do papa na Basílica de São Pedro, no Vaticano .